# Rosengarten zu Worms

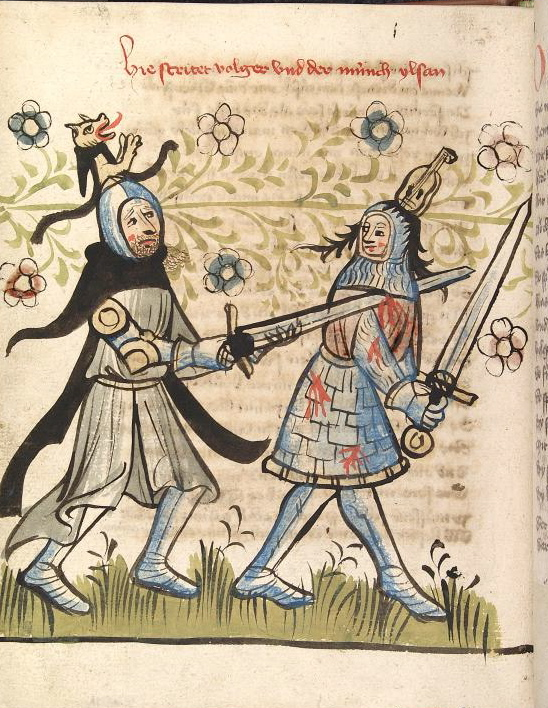
Volker von Alzey (rechts) im Kampf gegen den Berner Mönch Ilsan. Darstellung aus dem Rosengarten zu Worms

Das Lied vom Rosengarten zu Worms (auch Rosengartenlied oder zur Unterscheidung zum Laurin auch Großer Rosengarten genannt) ist ein Versepos aus dem 13. Jahrhundert in eher volkstümlichen Stil, in welchem die Sage des Nibelungenliedes mit der von Dietrich von Bern verknüpft wird. Im Unterschied zum älteren Nibelungenlied ist Kriemhild hier die Hüterin eines Rosengartens, der von zwölf Helden bewacht wird. Siegfried ist nur einer von ihnen. Sie lädt Dietrich von Bern und elf seiner Recken ein, gegen ihre eigenen Helden anzutreten. Das Lied gehört in den Bereich der aventiurehaften Dietrichepik. Auf der Berner Seite stehen Hildebrand, Dietrich, Wolfhart, Alphart, Siegstab, Eckhart, Heime, Wittich, Hartung, Helmschrot, Dietleib und Ilsan. Dietrich tritt gegen Siegfried an, besiegt ihn, in einer Version der Sage tötet er Siegfried sogar. In der Thidreksaga wird beschrieben, dass Dietrich Siegfried nur durch eine List besiegen kann.

## Überlieferung
Die umfangreiche Überlieferung umfasst 21 Handschriften vom frühen 14. Jahrhundert bis ca. 1500 und die sechs Drucke des Heldenbuches von 1479 und 1590. Diese lassen mindestens fünf Versionen unterscheiden. Die Strophenform ist der Hildebrandston, bei der jüngeren Vulgat-Fassung der Version A und dem Dresdner Rosengarten mit der Variante der Heunenweise mit Zäsurreimen. Außerdem gibt es, vermutlich seit Ende des 14. Jahrhunderts, Dramatisierungen mit einer ersten Textüberlieferung (Das recken spil) aus der Spiele-Sammlung des in Bozen und Sterzing tätigen Malers und Spielleiters Vigil Raber aus der Zeit von 1510 bis 1535, außerdem 1533 die Berliner Bruchstücke eines Rosengarten-Spiels.

## Inhalt
Version A (ältere Vulgat-Fassung, 390 Strophen): Kriemhild, die Tochter des Burgundkönigs Gibich, besitzt in Worms einen prächtigen Rosengarten, den zwölf Helden, darunter ihr Vater, ihre Brüder und ihr Verlobter Siegfried, bewachen. Kriemhild sendet eine Delegation unter Herzog Sabin mit einem Herausforderungsbrief nach Bern. Jedem Sieger wird ein Rosenkranz und ein Kuss Kriemhilds versprochen. Dietrich reagiert zornig, will die Boten töten lassen, wird aber von Wolfhart und Hildebrand besänftigt. Die Herausforderung wird angenommen. Hildebrand bestimmt die Kämpfer, Dietleib und Ilsan müssen erst herbeigeholt werden. In Worms werden sie von Gibich und Kriemhild empfangen. Hildebrand und Gibich rufen die Kämpfer auf: der Riese Pusolt gegen Wolfhart, der Riese Ortwin gegen Sigestab, der Riese Schrutan gegen Heime, der Riese Asprian gegen Witege, Studenfuchs vom Rhein gegen Ilsan, Walther von Wasgenstein gegen Dietleib, Volker von Alzeleie gegen Ortwin, Hagen gegen Eckehart, Gernot gegen Helmschrot, Gunther gegen Amelolt, Gibich gegen Hildebrand, Siegfried gegen Dietrich. In fast allen Kämpfen siegen die Berner, nur der Kampf zwischen Walther und Dietleib bleibt unentschieden. Dietrich zögert aus Furcht, gegen Siegfried anzutreten, und muss von Wolfhart und Hildebrand gereizt werden. Witege kämpft erst, als er von Dietrich das Ross Schemming gegen sein eigenes Ross Falke eintauschen kann. Ilsan besiegt noch 52 weitere Gegner, erhält weitere 52 Rosenkränze, die er seinen Mönchsbrüdern bei der Ausfahrt versprochen hatte. Bei den 52 Küssen, die ihm Kriemhild geben muss, zerkratzt sein rauer Bart ihr Gesicht. Gibich muss sein Land von Dietrich zu Lehen nehmen. Die Berner ziehen nach Hause. Ilsan kehrt ins Kloster zurück, drückt seinen Mönchsbrüdern die Rosenkränze so aufs Haupt, dass das Blut herunterläuft.
Version DP, Vulgat-Fassung D (633 Strophen): Hier ist Gibich selbst Herr des Rosengartens. Der Kampf um die Lehnsherrschaft steht im Vordergrund: Gibich lässt verkünden, er sei dem untertan, der die Hüter des Gartens besiege. Etzel erfährt davon und begibt sich nach Bern zu Dietrich, der sich bereiterklärt, den Kampf aufzunehmen. Die Fahrt nach Worms führt über den Etzelhof, als Kämpfer wird neben Dietleib noch der in Etzels Diensten stehende Rüdiger aufgeboten. Für die Überfahrt über den Rhein verlangt der Fährmann Norprecht Fuß und Hand als Wegzoll, wird aber von Ilsan, der wieder abgeholt wird, besiegt. Die Kampfpaare sind etwas anders: Hagen gegen Wolfhart, Asprian gegen Witege, der Riese Schrutan gegen Heime, Stüefing gegen Dietleib, Gunther gegen Vruot von Dänemark, Gernot gegen Rüdiger, Walther von Kerling gegen Harnit von Riuzen, Herbort gegen Dietrich von Griechenland, Rienold gegen Sigestab, Volker gegen Ilsan, Siegfried gegen Dietrich. Wieder kämpft Witege erst, als Dietrich ihm Schemming zurückgibt, das er einmal an Dietrich verloren hatte. Gibich wird Dietrich und Etzel lehnspflichtig. Wolfhart und Hagen versöhnen sich. Hagen verflucht Kriemhild.
Version F, nur in Bruchstücken erhalten, enthält als zusätzliche Person die Herzogin Seeburg von Bayern, die über ihren Geliebten Dankwart dazu gebracht wird, Kriemhilds Herausforderung an Dietrich zu übermitteln. Auch ist die Konfrontation zwischen Hagen und Kriemhild noch verstärkt: Hagen und Dankwart verbünden sich mit den Bernern gegen Kriemhild. Seeburg vermittelt über ihren Geliebten Dankwart.
Version C ist eine Mischung aus Version A und DP.
Die fünfte Version ist eine niederdeutsche Version mit einer völlig eigenständigen Schilderung, allerdings ist nur der Eingang erhalten.

## Beziehung zu Biterolf und Dietleib
Im zweiten Teil des locker mit der Dietrichfigur verbundenen Epos Biterolf und Dietleib unternimmt Dietleib mit einem großen Heer unter Führung Rüdigers, in welchem auch Dietrich und seine Gesellen mitreiten, einen Rachefeldzug nach Worms, da Gunther, Gernot und Hagen ihn auf seinem Weg von Spanien zum Etzelhof angegriffen haben. Es kommt nun zu teils ernsthaften, teils sportlichen Kämpfen, bei denen auch Dietrich auf Siegfried trifft. Zum Schluss versöhnen sich beide Parteien. Die Darstellung der Kämpfe stimmt teilweise bis in die Formulierungen hinein mit dem Rosengarten zu Worms überein. Das Epos ist im Gegensatz zum Rosengartenlied nur im späten Ambraser Heldenbuch überliefert, das 1504–1516 entstand. Allgemein wird angenommen, dass das Rosengartenlied älter ist und das Dietleib-Epos die Reihenkampf-Szenen übernommen hat.

## Beziehung zur Thidrekssaga
Das Reihenkampf-Schema des Rosengartens findet in der Thidrekssaga eine Parallele in der Erzählung von Thidreks Zug ins Bertangenland. Dort herrscht König Isung, in dessen Sold auch der junge Sigurd (Siegfried) steht. In den 13 Einzelkämpfen unterliegen Heime, Herbrand, Wild-Ewer, Sintram und Fasold den fünf ersten Söhnen Isungs. Amelung überwindet den sechsten Sohn, doch Jarl Hornbogi und Högni unterliegen dem siebten und achten Sohn. Thetleif der Däne überwindet den neunten, Hildebrand unterliegt dem zehnten, Gunnar dem König Isung selbst. Widga kann den elften Sohn überwinden. Thidrek leiht sich von Widga Mimung, da Eckesachs gegen die harte Haut Sigurds nichts hilft. Sigurd will, dass Thidrek schwört, Mimung nicht zu benutzen, doch nach einem listigen Eid kann Thidrek Mimung doch einsetzen und Sigurd besiegen. Dieser wird zu Thidreks Gefolgsmann. Thidrek und Isung schließen Freundschaft. Da andere Namen verwendet werden und der Reihenkampf nicht in einem Rosengarten stattfindet, kann man annehmen, dass die Schreiber der Thidrekssaga nicht einfach das Rosengarten-Epos übernommen und umgedichtet, sondern auf einen älteren Vorstoff zurückgegriffen haben, den sie mit dem Rosengarten-Epos teilen.

## Beziehung zum Nibelungenlied
Der Rosengarten ist vermutlich aus der Nibelungensage hervorgegangen, indem ein Ereignis aus der Zeit geschildert wird, zu der Siegfried schon am Wormser Hof weilte. Im Widerspruch zum Nibelungenlied aber ist der Vater der drei Burgunderkönige noch am Leben und heißt Gibich (Gibeche), ein Name, den nur die späte Fassung k des Nibelungenlieds verwendet. Andererseits enthält in einer Fassung der Rosengarten eine ganze Strophe des Nibelungenlieds. Trotz der Widersprüche ist davon auszugehen, dass der Rosengarten sich direkt auf das Nibelungenlied bezieht. Besonders scheint die stark negative Haltung zur Kriemhild-Figur durch ihre spätere Rolle im Nibelungenlied als Rächerin Siegfrieds beeinflusst.

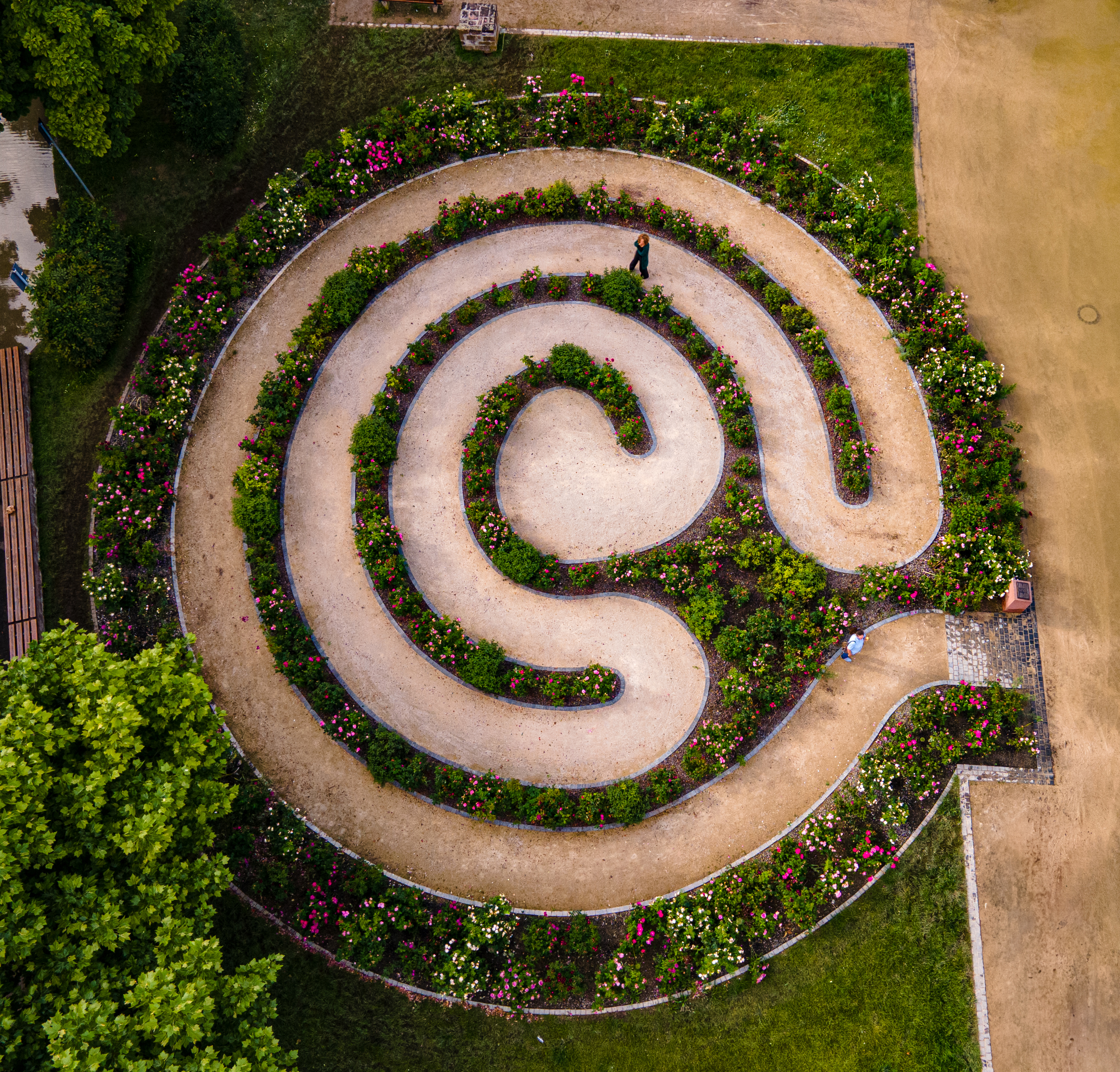
Luftbild von Kriemhilds Rosengarten

## Rezeption in der Kunst
Im Jahr 2021 entstand am Rheinufer in Worms das Land-Art-Projekt Kriemhilds Rosengarten des Konzeptkünstlers Eichfelder. Die Installation besteht aus einem Labyrinth aus Rosen und einer Gruppe von drei Linden, die so dicht beieinander gepflanzt sind, dass sie eine gemeinsame Krone und in ferner Zukunft vielleicht sogar einen gemeinsamen Stamm bilden. Eichfelder verbindet in seiner Arbeit verschiedene Kultur- und Sagentraditionen und zeigt Parallelen zwischen der Kriemhild des Rosengartens, der Walküre (Brynhild) der Edda, Märchentraditionen (Dornröschen) und älteren mythischen Schichten auf.